# Biglietto elettronico

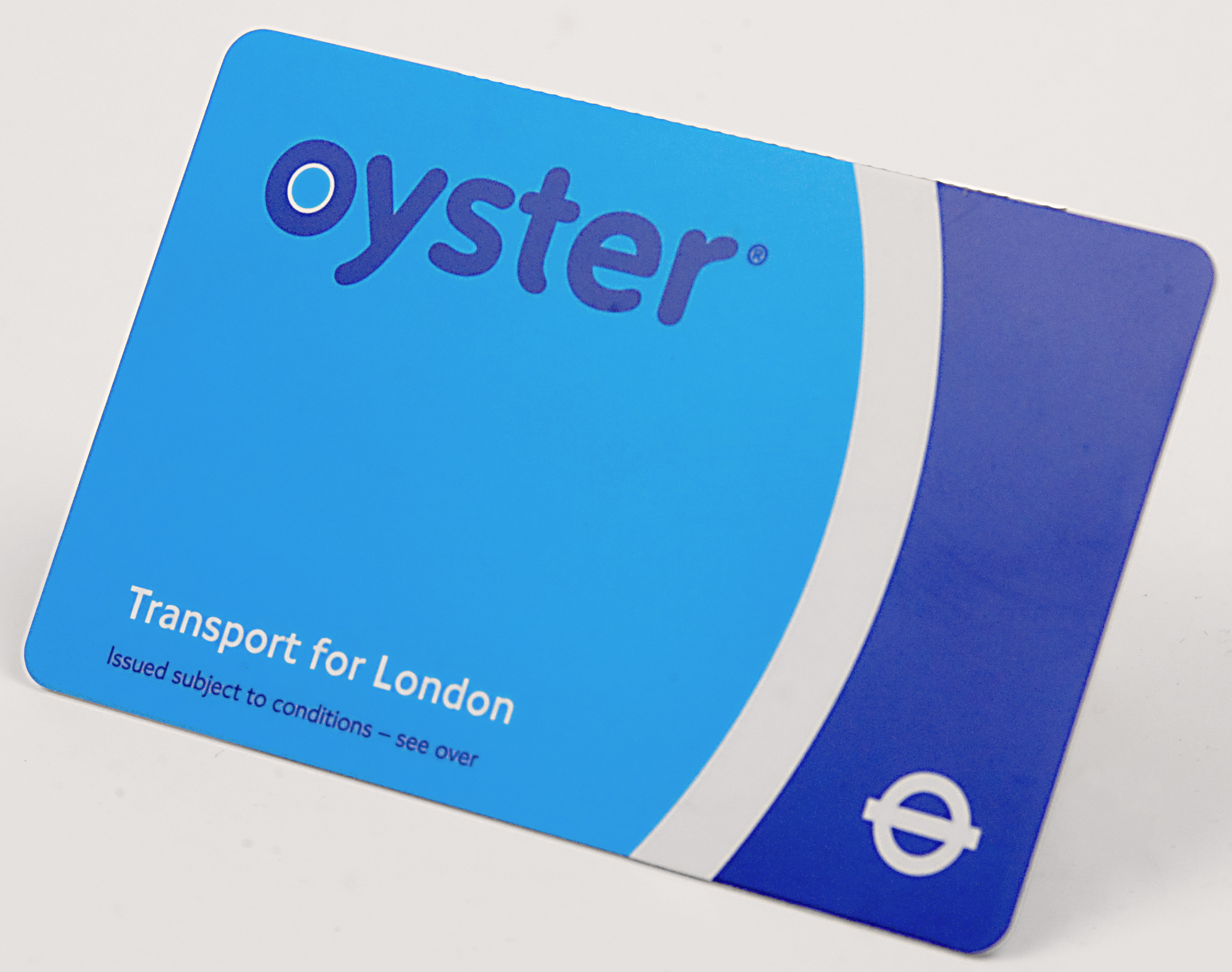
Un Oyster Card, biglietto elettronico per i trasporti pubblici londinesi

Un biglietto elettronico è l'equivalente digitale o telematico di un biglietto cartaceo.
Comuni esempi di biglietto elettronico (detto anche e-ticket):
- ricevute di pagamento o fatture che dimostrano l'acquisto di prodotti o servizi (quindi quietanze di carattere fiscale); in modo equivalente anche cedolini paga e analoghi;
- titoli di accesso a spettacoli, manifestazioni, fiere, eventi sportivi, mostre, proiezioni cinematografiche, servizi ed eventi vari (quindi validi sia per l'ingresso sia come titolo fiscale);
- attestazioni di prenotazione per viaggi, parcheggi, spettacoli, fiere, visite, servizi ed eventi vari (quindi scontrini a carattere non fiscale);
- biglietti da visita in forma di vcard;
- biglietti per trasporto pubblico
- buoni regalo o buoni acquisto (a volte ridotti a codice alfanumerico o codice QR);
- contrassegni che dimostrano il possesso di diritti, l'assolvimento di obblighi contrattuali o di legge, ecc.

Da un punto di vista "virtuale" anche la moneta elettronica potrebbe essere considerata tra gli esempi di biglietto elettronico.
Una delle tipologie più utilizzate di biglietto elettronico è quello acquistato on line sui siti web dei vettori di trasporto.
I principali mezzi per veicolare biglietti elettronici sono: posta elettronica, SMS, portale web, posta elettronica certificata, MMS. È di fatto in corso un processo di continua dematerializzazione che renderà sempre più raro il ricorso a biglietti cartacei.